# Vunasti nosorog
Vunasti nosorog (latinski: Coelodonta antiquitatis) pleistocenska je izumrla vrsta nosoroga čije je tijelo bilo prekriveno krznom.

## Opis
Dužina im je iznosila od 3 do 3,8 m, visina do 2 m, a težili su oko 2,7 – 3,2 tona. Imali su dva roga, od kojih se manji nalazio iza većega. Veći rog mogao je narasti do 61 cm.

## Rasprostranjenost
Prije 130 tisuća godina vunasti nosorozi nastanjivali su većinu Europe, Istočnoeuropsku nizinu, Sibir i Mongolski ravnjak, tj. područja od 72° do 33°N. Fosili vunastog nosoroga pronađeni su čak i na Novosibirskim otocima. Područje koje su nastanjivali vunasti nosorozi veće je od područja nastanjivanja bilo koje druge vrste nosoroga.
Čini se da vunasti nosorozi nikada nisu prešli Beringiju tijekom posljednjeg ledenog doba. Najistočniji pronađeni fosil pronađen je na Čukotskom poluotoku. Vunasti nosorozi vjerojatno nišu prešli u Sjevernu Ameriku zbog male količine trave, nedostatka pogodnog staništa u Yukonu, borbe za opstanak s drugim velikim biljožderima na hladnom kopnenom mostu i zbog ledenjaka koji su stvarali fizičke prepreke. Čak i da su neki prešli u Sjevernu Ameriku, njihov broj bio je malen.

### U Hrvatskoj
U Hrvatskoj su potpuni kosturi ili dijelovi kostura pronađeni u Ludbregu, špilji Vindija, Varaždinskim Toplicama, okolici Osijeka i Vukovara. Najbolje sačuvani kostur vunastog nosoroga u Hrvatskoj zove se Erik i otkriven je kod Ludbrega. Star je oko 20.000 godina. Izložen je u varaždinskom gradskom muzeju.